# Girolamo Dandini
Girolamo Dandini, född 25 mars 1509 i Cesena, död 4 december 1559 i Rom, var en italiensk kardinal och biskop. Han var kardinalstatssekreterare från 1551 till 1555. 

## Biografi
Girolamo Dandini var son till Anselmo Dandini och Giovanna Muratini. Han studerade vid Bolognas universitet, där han blev iuris utriusque doktor. Han for till Rom, där han blev påve Paulus III:s sekreterare.
I november 1544 utnämndes Dandini till biskop av Caserta och biskopsvigdes den 21 mars året därpå av biskop Girolamo de Toscanella i Sixtinska kapellet. Påföljande år installerades han som biskop av Imola.
I november 1551 upphöjde påve Paulus III Dandini till kardinalpräst med San Matteo in Merulana som titelkyrka. Han deltog i de bägge konklaverna år 1555, men han fick lämna konklaven 1559 på grund av sjukdom.
Kardinal Dandini avled i Rom 1559 och är begravd i kyrkan San Marcello al Corso, vilken han hade erhållit som titelkyrka år 1555.

## Bilder

Kardinal Girolamo Dandinis titelkyrkor
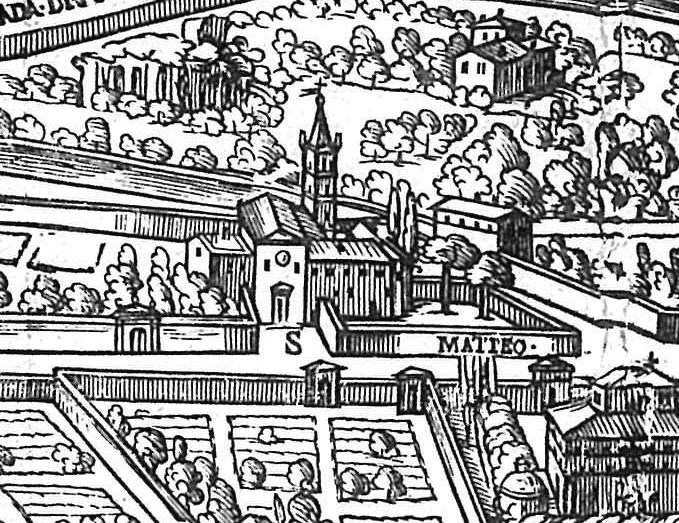
San Matteo in Merulana.
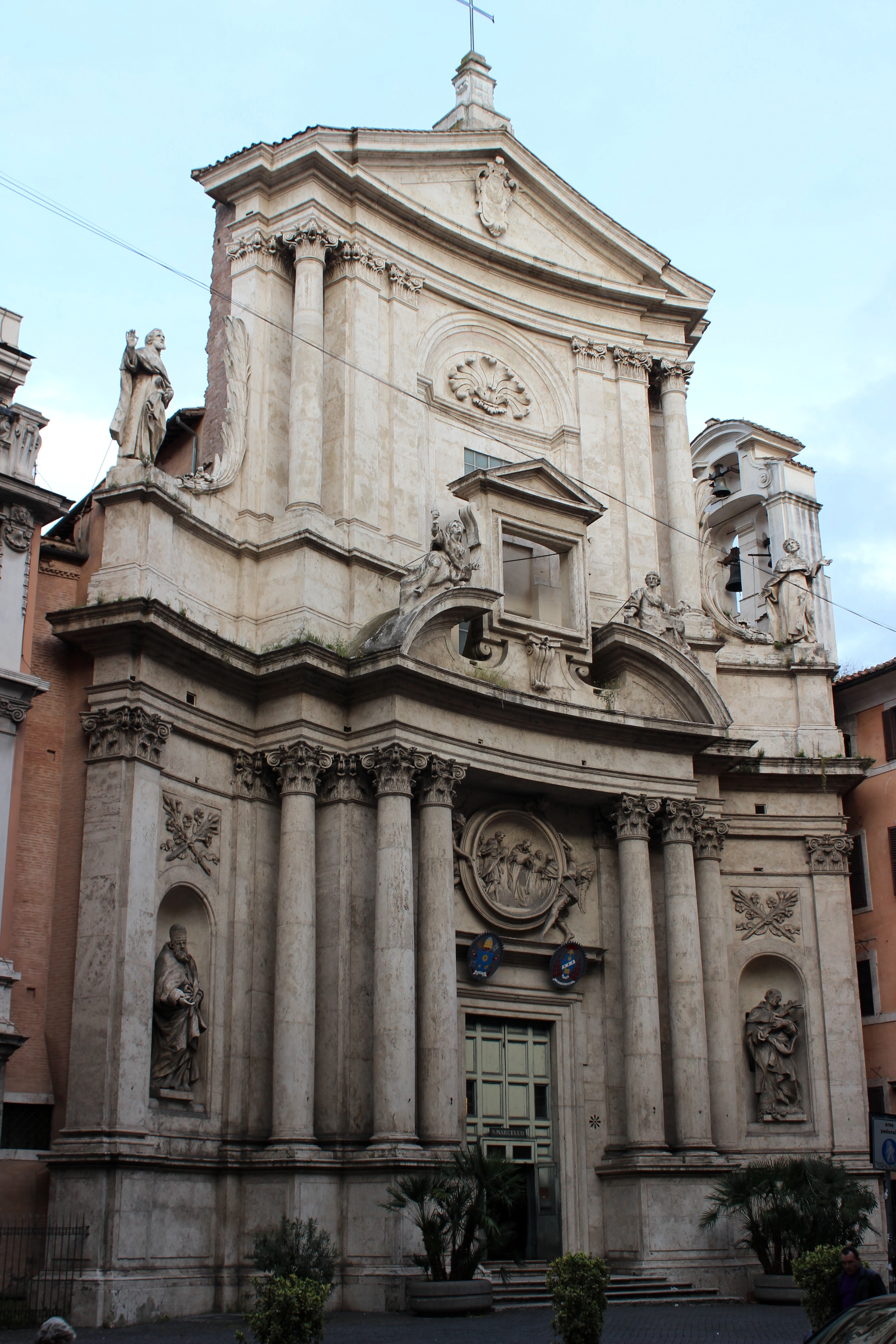
San Marcello al Corso.